# Жарков, Николай Фадеевич
Никола́й Фаде́евич Жарко́в (20 марта 1920, д. Пятина, Орловская губерния — 5 мая 1992, Орёл) — председатель колхоза имени Дзержинского Покровского района Орловской области, Герой Социалистического Труда (11.12.1973).

## Биография
Родился в д. Пятина (ныне — Должанского района Орловской области). После окончания 7-летней школы уехал в Днепропетровск к старшей сестре, работал разнорабочим на заводе.
С мая 1940 по март 1948 года служил в ВМФ на Черноморском флоте, участник Великой Отечественной войны.
После увольнения в запас работал агентом по заготовке сельхозпродукции в Хотынецком и Дросковском районах.
В 1957 году в числе 30-тысячников направлен председателем в отстающий колхоз имени Дзержинского Покровского района Орловской области.
Герой Социалистического Труда (11.12.1973). Награждён 10 орденами и медалями, в том числе орденом Трудового Красного Знамени (1966), медалью «За оборону Кавказа».
С 1987 года на пенсии.
Умер в городе Орле. Похоронен на кладбище села Дросково.